# 第5師団 (陸上自衛隊)
第5師団（だいごしだん、JGSDF 5th Division）は、北部方面隊隷下にあった師団のひとつで2004年（平成16年）3月28日に廃止された。

## 概要
3個普通科連隊を基幹とし、道東の防衛警備を主任務としていた。廃止後は第5旅団が編成されている。

## 沿革

### 前史
- 1950年（昭和25年）12月：警察予備隊第2管区札幌部隊の一部が帯広に移駐。
- 1951年（昭和26年）2月16日：帯広部隊が開設[1]。
- 1952年（昭和27年）10月15日：保安隊帯広部隊に改称[2]。

### 第5管区隊
- 1954年（昭和29年）
  - 8月10日：第5管区総監部および同付中隊が札幌駐屯地において編成完結[3]。
  - 8月16日：第5管区総監部が札幌駐屯地から帯広駐屯地に移駐。
  - 9月10日：第5管区総監部開庁式、隷下部隊に対し権限行使。第4普通科連隊（帯広駐屯地）、第6普通科連隊（美幌駐屯地）を隷下に編入。第5管区航空隊が第5航空隊に称号変更。
  - 9月25日：第5特科連隊（千歳駐屯地）、第5衛生大隊（帯広駐屯地）、第5特車大隊（帯広駐屯地）、第5施設大隊（帯広駐屯地）、第5通信隊（帯広駐屯地）、第5補給隊（帯広駐屯地）、第5武器隊（島松駐屯地）が編成完結。
  - 9月30日：第11普通科連隊が小月駐屯地から東千歳駐屯地に移駐、隷下に編合。
  - 10月15日：第5偵察中隊（釧路駐屯地）、第5航空隊（旭川駐屯地）が編成完結。
  - 10月30日：第5特科連隊が北千歳駐屯地から東千歳駐屯地に、第5航空隊が旭川駐屯地から帯広駐屯地にそれぞれ移駐。
- 1957年（昭和32年）
  - 11月15日：第5特科連隊本部および本部中隊、第4大隊が東千歳駐屯地から帯広駐屯地に移駐。
  - 12月15日：第5特車大隊が帯広駐屯地から鹿追駐屯地へ移駐。
- 1959年（昭和34年）6月8日：第5偵察中隊が釧路駐屯地から鹿追駐屯地へ移駐。

1960年頃の主要編成
第4・第6・第11普通科連隊、第5特科連隊、第5特車大隊
- 1961年（昭和36年）2月22日：第11普通科連隊が第7混成団に隷属替え。第7混成団第18普通科連隊を隷下に編合。

### 第5師団
乙師団
- 1962年（昭和37年）1月18日：第5師団編成完結。

1. 第5管区総監部は第5師団司令部に、第5特車隊は第5戦車大隊に、第5偵察中隊は第5偵察隊に、第5通信隊は第5通信大隊に、第5衛生大隊は第5衛生隊にそれぞれ称号変更。
2. 第27普通科連隊（釧路駐屯地）、第5対戦車隊（鹿追駐屯地）、第5輸送隊（帯広駐屯地）を新編。
3. 第5航空隊が北部方面航空隊隷下に隷属替え。

※ 編成（師団司令部、師団司令部付隊、第4・第6・第27普通科連隊、第5特科連隊、第5戦車大隊、第5通信大隊、第5偵察隊、第5対戦車隊等）
1965年頃の主要編成
第4・第6・第27普通科連隊、第5特科連隊、第5戦車大隊
- 1975年（昭和50年）8月1日：第5音楽隊を帯広駐屯地に新編。

乙師団（近代化）
- 1989年（平成元年）3月24日：第5師団の近代化改編。

1. 第4普通科連隊、第6普通科連隊を自動車化連隊に改編。
2. 第27普通科連隊を装甲車約60両により、装甲車化連隊に改編。
3. 第5特科連隊第6大隊を第5高射特科大隊として分離独立、師団直轄として新編。
4. 第5武器隊、第5補給隊、第5輸送隊、第5衛生隊を統合し、第5後方支援連隊を新編。
5. 第5偵察隊に電子偵察小隊を新編。
6. 第5師団司令部付隊に化学防護小隊を新編。

1990年頃の主要編成
第4・第6・第27普通科連隊、第5特科連隊、第5高射特科大隊、第5戦車大隊
- 1994年（平成06年）3月28日：北部方面飛行隊第5飛行隊を隷下に編入。
- 2004年（平成16年）3月28日：旅団化に伴い廃止。隷下各普通科連隊の重迫撃砲中隊を廃止し、第4普通科連隊はコア部隊化。

## 廃止時の編成
（ ）内は改編後に関してそれに伴う詳細等
- 帯広駐屯地（帯広市）
  - 第5師団司令部および同付隊
  - 第4普通科連隊 → 重迫撃砲中隊を縮小し本部管理中隊重迫撃砲小隊へ改編、即応予備自衛官を含むコア部隊に改編。
  - 第5特科連隊 → 第5特科隊へ改編。第4射撃中隊を即応予備自衛官を含むコア部隊に改編。
  - 第5高射特科大隊 → 第5高射特科中隊へ改編、一部コア化 → 2023年（令和5年）3月16日に第5高射特科隊に改編。
  - 第5後方支援連隊 → 第5後方支援隊へ縮小改編、一部コア化。
  - 第5施設大隊 → 第5施設中隊へ縮小、一部の人員・装備を第5戦車隊へ → 2023年（令和5年）3月16日に隊編成に増強（2個施設中隊編成）。
  - 第5通信大隊 → 第5通信中隊へ縮小、定員を200名から150名程度にするも所属人員は大きく変動せず充足率が向上。2011年（平成23年）4月22日に隊編成に増強。
  - 第5対戦車隊 → 96式MPMSを導入、鹿追駐屯地から帯広駐屯地へ移駐し、第5対舟艇対戦車中隊に改編 →：2011年（平成23年）4月廃止、後身は上富良野駐屯地第2対舟艇対戦車隊新編に伴う要員および旅団隷下の普通科連隊のナンバー中隊対戦車小隊への増強要員へ。
  - 第5音楽隊
  - 第5飛行隊
- 美幌駐屯地（網走郡美幌町）
  - 第6普通科連隊 → 重迫撃砲中隊を縮小し本部管理中隊重迫撃砲小隊へ改編、第4普通科連隊所属人員を引き受け4個普通科中隊の人員を増強。
- 釧路駐屯地（釧路市）
  - 第27普通科連隊 → 重迫撃砲中隊を縮小し本部管理中隊重迫撃砲小隊へ改編、第4普通科連隊所属人員を引き受け4個普通科中隊の人員を増強。
- 鹿追駐屯地（河東郡鹿追町）
  - 第5戦車大隊 → 改編前に第4戦車中隊と方面直轄の第319戦車中隊を廃止、保有戦車の台数を縮小整理し第5施設大隊と第5偵察隊から要員・装備の増強を受け本部機能を連隊規模に増強した第5戦車隊へ改編。
- 別海駐屯地（野付郡別海町）
  - 第27普通科連隊第3普通科中隊
  - 第5偵察隊 → 偵察小隊を改編しコア化、2個偵察小隊の人員をフル化増強改編、コア化となった1個偵察小隊人員を第5戦車隊へ。

## 司令部及び歴代師団長
| 代          | 氏名        | 在任期間                                   | 出身校・期              | 前職                                                       | 後職                                     |
| 第5管区総監 | 第5管区総監 | 第5管区総監                                | 第5管区総監             | 第5管区総監                                                | 第5管区総監                              |
| ----------- | ----------- | ------------------------------------------ | ----------------------- | ---------------------------------------------------------- | ---------------------------------------- |
| 01          | 新宮陽太    | 1954.8.10 - 1957.3.11 ※1955.11.16 陸将昇任 | 陸士38期・ 陸大47期     | 保安隊幹部学校副校長 →1954.7.1 北部方面総監部付 （陸将補） | 陸上自衛隊富士学校長 兼 富士駐とん地司令 |
| 02          | 細田煕      | 1957.3.12 - 1959.3.16 ※1957.8.16 陸将昇任  | 陸士39期・ 陸大51期     | 陸上幕僚監部第3部長 （陸将補）                             | 陸上幕僚監部第5部長                      |
| 03          | 吉橋戒三    | 1959.3.17 - 1960.7.31 ※1959.5.2 陸将昇任   | 陸士39期・ 陸大50期     | 第9混成団長 （陸将補）                                     | 西部方面総監                             |
| 04          | 關口八太郎  | 1960.8.1 - 1962.1.17 ※1961.1.1 陸将昇任    | 東北帝国大学 昭和10年卒 | 第7混成団長 （陸将補）                                     | 第5師団長                                |
| 第5師団長   |             |                                            |                         |                                                            |                                          |
| 01          | 關口八太郎  | 1962.1.18 - 1962.7.31                      | 東北帝国大学 昭和10年卒 | 第5管区総監                                                | 第6管区総監                              |
| 02          | 菅谷義夫    | 1962.8.1 - 1965.3.15 1963.7.1 陸将昇任     | 陸士43期・ 陸大52期     | 防衛大学校幹事 （陸将補）                                  | 陸上自衛隊富士学校長 兼 富士駐とん地司令 |
| 03          | 吉井武繁    | 1965.3.16 - 1968.3.15                      | 東京帝国大学 昭和10年卒 | 自衛隊体育学校長                                           | 陸上幕僚監部付 →1968.7.1 退職            |
| 04          | 村田稔      | 1968.3.16 - 1970.3.15 1968.7.1 陸将昇任    | 陸士48期・ 陸大58期     | 中部方面総監部幕僚長 兼 伊丹駐とん地司令 （陸将補）        | 第2師団長                                |
| 05          | 中山平八郎  | 1970.3.16 - 1972.3.15 ※1970.7.1 陸将昇任   | 陸士51期・ 陸大58期     | 陸上幕僚監部幕僚幹事 （陸将補）                            | 防衛大学校幹事                           |
| 06          | 近藤清      | 1972.3.16 - 1973.3.15                      | 陸士52期                | 陸上幕僚監部幕僚幹事                                       | 第1師団長                                |
| 07          | 木村元岳    | 1973.3.16 - 1975.3.16                      | 陸士52期                | 東北方面総監部幕僚長                                       | 退職                                     |
| 08          | 長谷晋      | 1975.3.17 - 1977.3.15                      | 陸士54期                | 陸上自衛隊富士学校副校長                                   | 退職                                     |
| 09          | 登張史郎    | 1977.3.16 - 1979.3.15                      | 陸士57期                | 東北方面総監部幕僚長 兼 仙台駐とん地司令                   | 陸上幕僚副長                             |
| 10          | 村井澄夫    | 1979.3.16 - 1980.2.11                      | 陸士58期                | 東部方面総監部幕僚長 兼 市ケ谷駐とん地司令                 | 中部方面総監                             |
| 11          | 小林有一    | 1980.2.12 - 1981.6.30                      | 陸士58期                | 陸上自衛隊通信学校長 兼 久里浜駐とん地司令                 | 退職                                     |
| 12          | 小森昭治    | 1981.7.1 - 1983.6.30                       | 陸航士60期              | 自衛隊大阪地方連絡部長                                     | 統合幕僚学校長                           |
| 13          | 平塚宏      | 1983.7.1 - 1985.6.30                       | 愛媛大学 昭和28年卒     | 中部方面総監部幕僚長 兼 伊丹駐屯地司令                     | 陸上自衛隊富士学校長 兼 富士駐屯地司令   |
| 14          | 荒木雄二    | 1985.7.1 - 1987.3.15                       | 九州大学 昭和30年卒     | 統合幕僚会議事務局第5幕僚室長                              | 西部方面総監                             |
| 15          | 久我幹生    | 1987.3.16 - 1989.6.29                      | 防大1期                 | 北部方面総監部幕僚長 兼 札幌駐屯地司令                     | 西部方面総監                             |
| 16          | 東俊        | 1989.6.30 - 1991.3.15                      | 防大1期                 | 陸上自衛隊幹部候補生学校長 兼 前川駐屯地司令               | 退職                                     |
| 17          | 新井均      | 1991.3.16 - 1993.3.23                      | 防大5期                 | 陸上幕僚監部教育訓練部長                                   | 陸上自衛隊富士学校長 兼 富士駐屯地司令   |
| 18          | 馬野猛彦    | 1993.3.24 - 1994.6.30                      | 防大4期                 | 防衛研究所副所長                                           | 退職                                     |
| 19          | 樋山周造    | 1994.7.1 - 1995.6.29                       | 防大8期                 | 統合幕僚会議事務局第2幕僚室長                              | 防衛大学校幹事                           |
| 20          | 土井義彦    | 1995.6.30 - 1997.3.25                      | 防大7期                 | 陸上自衛隊東北補給処長                                     | 退職                                     |
| 21          | 加賀田眞    | 1997.3.26 - 1998.6.30                      | 防大8期                 | 陸上自衛隊輸送学校長                                       | 退職                                     |
| 22          | 安村勇徳    | 1998.7.1 - 2000.6.29                       | 防大10期                | 中部方面総監部幕僚長 兼 伊丹駐屯地司令                     | 退職                                     |
| 23          | 藤田昭治    | 2000.6.30 - 2001.12.2                      | 防大12期                | 西部方面総監部幕僚長 兼 健軍駐屯地司令                     | 統合幕僚学校長                           |
| 24          | 山下輝男    | 2001.12.3 - 2004.3.29                      | 防大13期                | 陸上自衛隊富士学校副校長                                   | 退職                                     |

## 廃止（改編）部隊
- 1989年（平成元年）3月24日廃止　
  - 第5特科連隊第6大隊「5特-6-本」（帯広駐屯地）：第5高射特科大隊に改編され師団直轄となる。
  - 第5武器隊「5武」（帯広駐屯地）：第5後方支援連隊武器隊に改編。
  - 第5補給隊「5補」（帯広駐屯地）：第5後方支援連隊補給隊に改編。
  - 第5輸送隊「5輸」（帯広駐屯地）：第5後方支援連隊輸送隊に改編。
  - 第5衛生隊「5衛」（帯広駐屯地）：第5後方支援連隊衛生隊に改編。
- 2004年（平成16年）3月28日廃止　
  - 第5対戦車隊「5対戦」（鹿追駐屯地）：第5対舟艇対戦車中隊に改編のうえ帯広駐屯地に移駐。